# Anabasis (Xenophon)

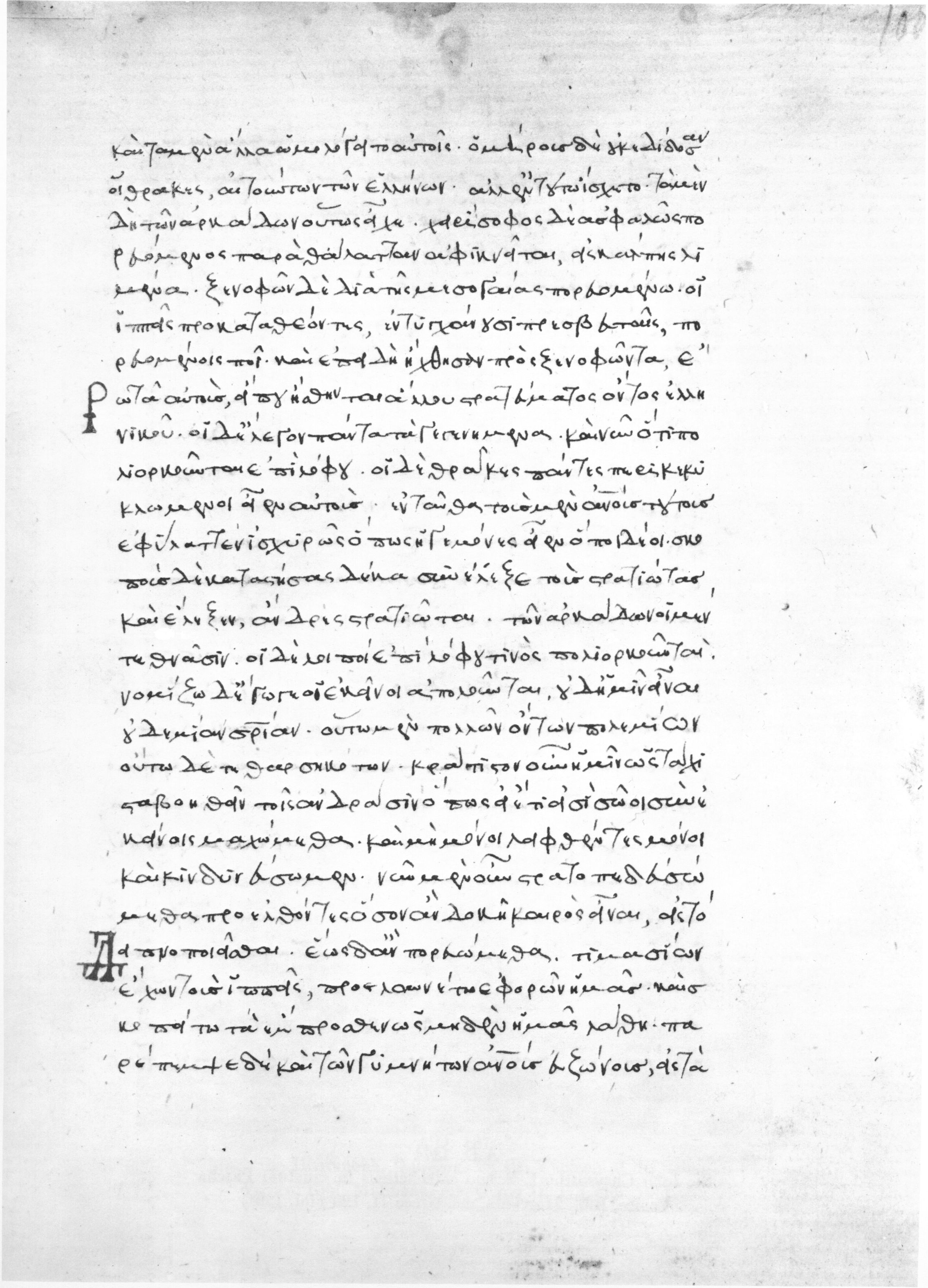
Die Anabasis in der 1374 geschriebenen Handschrift Mailand, Biblioteca Ambrosiana, A 78 inf., fol. 100r

Die Anabasis ist das bekannteste Geschichtswerk des antiken griechischen Schriftstellers Xenophon, das um 370 v. Chr. verfasst wurde. Es behandelt hauptsächlich den sogenannten „Zug der Zehntausend“, den Rückzug der griechischen Söldner, die der achämenidische Prinz Kyros der Jüngere für den (letztlich erfolglosen) Aufstand gegen seinen älteren Bruder Artaxerxes II. angeworben und nach Mesopotamien geführt hatte. Von diesem „Hinaufmarsch“ (altgriechisch ἀνάβασις ‚Anabasis‘) der Griechen nach Asien leitet sich der Titel des Werkes her.
Die Anabasis Xenophons besteht aus sieben Büchern. Plutarch zufolge veröffentlichte der Autor das Werk zunächst unter dem Decknamen Themistogenes von Syrakus. Allerdings besteht die Möglichkeit, dass ein gewisser Themistogenes tatsächlich ebenfalls ein ähnliches Werk wie Xenophon verfasst hat, das verloren gegangen ist, sodass bei Plutarch eine Verwechslung vorliege (siehe Brill’s New Jacoby, Nr. 108).

## Inhalt
Kyros der Jüngere und Artaxerxes waren beide Söhne des persischen Großkönigs Dareios II. aus der Dynastie der Achämeniden. Nach Dareios’ Tod wurde Artaxerxes dessen Nachfolger und bestieg als Artaxerxes II. den Thron. Der ehrgeizige Kyros musste sich hingegen mit der Verwaltung Kleinasiens begnügen, wo er als Oberkommandeur fungierte. Schließlich plante Kyros einen Umsturz, sammelte dazu ein Heer, das vor allem aus griechischen Söldnern bestand, und marschierte im Frühjahr 401 v. Chr. gegen seinen Bruder.

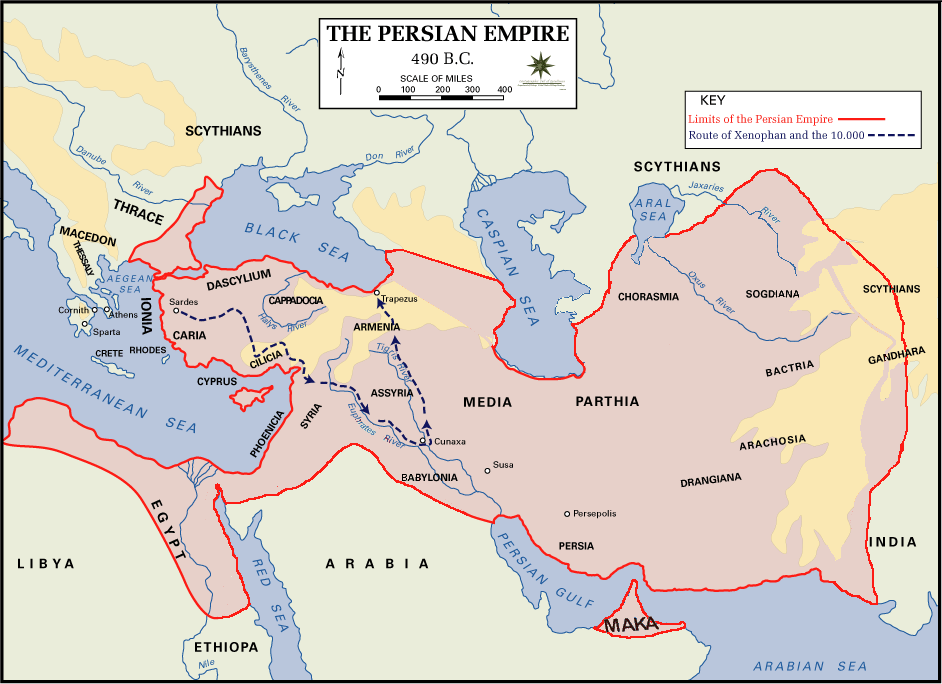
Die Route der Zehntausend

Den Zug der Zehntausend beschrieb Xenophon aus Sicht seiner persönlichen Teilnahme. Er begleitete den Zug der griechischen Söldner zunächst nur als ein dem Kyros bekannt gemachter und von diesem in Dienst genommener Kriegsberichterstatter. Xenophon nahm in seinem Werk deutlich Partei für Kyros. Nach dem Tod des Kyros und der anschließenden Ermordung der griechischen Heerführer während ihrer Verhandlungen mit den Persern erkannte er jedoch die nun gebotenen Maßnahmen. Sehr von Nutzen waren ihm dabei seine rhetorischen Fähigkeiten, mit denen er vor allem am Morgen nach der Schlacht von Kunaxa die gänzlich demoralisierten Griechen wieder aufrichtete. Er wurde – neben Cheirisophos – dazu gewählt, das Kommando zu übernehmen, und führte die Griechen anschließend nach Norden ans rettende Ufer des Schwarzen Meeres.
Xenophon beschreibt anschaulich den Rückzug und die Entbehrungen des griechischen Söldnerheeres von Babylon durch das kleinasiatische Hochland bis zur Schwarzmeerküste. Berühmt als literarischer und historischer Topos für eine Rettung nach langer Mühsal wurde, wie das ganze Heer auf der letzten Hügelkette vor dieser Küste in den Ausruf Θάλαττα, θάλαττα (Thálatta! Thálatta! – „das Meer, das Meer!“, Xenophon, Anabasis 4, 7, 24) ausbrach und auf einmal zu laufen begann. Wichtig für Historiker sind auch seine Berichte über Land und Leute, Sitten und Gebräuche. Diese geben eine exakte und detailgetreue Beschreibung von Vegetation und tierischem Leben, so dass sie heute noch Biologen Aufschluss über jene Zeiten geben können.

## Bedeutung in der Gegenwart
Traditionell (und geradezu sprichwörtlich) ist Xenophons Anabasis wegen ihres lupenreinen attischen Dialektes und ihrer durchsichtigen Sprache das erste Werk griechischer Literatur, das heutige Schüler lesen. Diese Bedeutung ist vergleichbar mit Caesars De bello Gallico im Lateinunterricht. Die erste Übersetzung ins Deutsche erfolgte um 1540.

## Übersetzungen
- Anabasis. Der Zug der Zehntausend. Hrsg. von Walter Müri, Bernhard Zimmermann. Griechisch-Deutsch, Artemis-Verlag, München 1990.
- Xenophon. Anabasis. Übersetzt von Helmuth Vretska, bearbeitet von Kai Brodersen. Reclams Universal-Bibliothek 14224, Reclam, Stuttgart 2022, ISBN 978-3-15-014224-0.
- The Expedition of Cyrus. Übersetzt von Robin Waterfield. Oxford World’s Classics. Oxford University Press, Oxford 2005